# Shavez Hart
Shavez Hart, född 6 september 1992, död 3 september 2022, var en friidrottare från Bahamas. Han deltog vid olympiska sommarspelen 2016.